# Матч! Страна
«Матч! Страна» (юридическое название — «НТВ-Плюс Спорт Плюс») — один из спортивных каналов субхолдинга «Матч!», начавший своё вещание 1 сентября 2009 года, изначально — как проект спортивной редакции ОАО «НТВ-Плюс».
14 декабря 2012 года телеканал вошёл во второй мультиплекс цифрового телевидения России.
30 сентября 2015 года стало известно, что по результатам дополнительного конкурса, проведённого Федеральной конкурсной комиссией, место телеканала «Спорт плюс» во втором мультиплексе цифрового эфирного телевидения займёт телеканал «Пятница!». 1 октября 2015 года «Спорт плюс» вышел из состава второго мультиплекса.
25 января 2016 года в рамках ребрендинга Дирекции спортивного вещания «НТВ-Плюс» канал получил новое имя — «Матч! Наш Спорт» и стал посвящён преимущественно внутрироссийскому спорту.
2 марта 2019 года начал аналоговое эфирное вещание на некоторых частотах входящего в первый мультиплекс цифрового телевидения России телеканала «Матч ТВ» (в том числе и на 6 ТВК в Москве). Также телеканал получил новое название — «Матч! Страна».

## Концепция
На начальном этапе работы основной целью канала являлась реклама платных спортивных пакетов «НТВ-Плюс» — «Спорт Плюс» показывал всё то же, что можно было увидеть на других спортивных телеканалах собственного производства телекомпании. На канале осуществлялись трансляции крупнейших спортивных событий: футбол, хоккей, баскетбол, регбилиг, регби, фигурное катание, бокс, плавание, волейбол, бильярд, а также остальные виды спорта.
На момент начала вещания данного канала «НТВ-Плюс» имело эксклюзивные права на показ наиболее интересных событий года. Среди них — показ всех матчей Чемпионата России по футболу, европейские футбольные клубные турниры (Лига Чемпионов и Лига Европы УЕФА), теннисные турниры большого шлема, розыгрыши мужского Кубка Дэвиса и женского кубка Федерации, матчи баскетбольной Евролиги УЛЕБ, матчи заокеанских чемпионатов NHL, NBA и NFL, а также этапы бриллиантовой лиги по лёгкой атлетике, этапы «Гран-при» по фигурному катанию, бои сильнейших боксёров-профессионалов. До осени 2015 года в эфире «Спорт Плюса» показывались программы производства дирекции спортивных телеканалов «НТВ-Плюс» (в том числе те, которые можно было увидеть на остальных каналах), такие как «Футбольный клуб», «Мир скорости», «Футбол от кутюр» и другие. Также с интервалом в 3-4 часа выходили выпуски новостей с ведущими в студии.
К 2015 году «НТВ-Плюс» являлось хост-бродкастером престижных соревнований, проходящих в России: Чемпионат России по футболу, матчи российских клубов в футбольных еврокубках, баскетбольная Евролига УЛЕБ, волейбольная Лига Чемпионов и кубок ЕКВ, «Гран-при» по фигурному катанию «Cup of Russia», теннисный турнир «Открытый чемпионат Санкт-Петербурга» и домашние матчи российских теннисистов в Кубке Дэвиса и кубке Федерации.
После передачи субхолдингу «ГПМ Матч» канал был переориентирован на трансляцию российских соревнований, таких как ФНЛ, Единая лига ВТБ, чемпионаты России по волейболу, гандболу и мини-футболу, а также видам спорта, не попадающим в зону постоянного внимания зрителей: бильярд, автогонки, спортивные танцы и другие.
Анонсируя перезапуск телеканала 2019 года, холдинг «Газпром-Медиа» объявил, что на нём будет увеличено количество трансляций внутрироссийских соревнований, а также особое внимание будет уделяться детскому и адаптивному спорту.
В ноябре 2022 года канал показывал матчи чемпионата мира по футболу 2022 года в Катаре. Некоторые матчи были в прямом эфире.

## Отказ от спортивных трансляций
- В 2010 году телекомпания «НТВ-Плюс» не смогла приобрести права на трансляции зимних Олимпийских игр в Ванкувере, чемпионата мира по футболу в ЮАР, «Ролан Гаррос 2010» и чемпионата Англии по футболу 2010/2011. Права на показ Олимпиады и ЧМ по футболу приобрели «Первый канал» и ВГТРК, вследствие чего они создали совместный проект — первый в истории России бесплатный Full HD-телеканал «2 Спорт 2». Права на показ «Ролан Гаррос» и чемпионата Англии по футболу приобрела ВГТРК. В связи с приобретением прав на показ всех матчей Английской футбольной премьер-лиги ВГТРК создал свой спортивный кабельный и спутниковый телеканал «Спорт 1» (ныне «Матч! Арена»), вещающий как в стандартной, так и высокой чёткости[12].
- В 2011 году показ на «НТВ-Плюс» чемпионата НХЛ сезона 2011/2012 был отменён из-за того, что американский телеканал ESPN расторг контракт с Национальной хоккейной лигой. До сезона 2010/2011 трансляции НХЛ в России шли на каналах «НТВ-Плюс» и «Viasat Sport». В сезоне 2011/2012 матчи НХЛ транслировались на телеканалах «Россия-2» и «Спорт-1» производства ВГТРК, с сезона 2012/2013 годов и далее права на трансляции чемпионата в России телекомпаниями не приобретались.

## Вещание
Изначально канал являлся единственным среди других производства «НТВ-Плюс», вещавших в крупнейших сетях платного телевидения на территории России и стран СНГ вне спортивных телевизионных пакетов. С 2 марта 2019 года канал вёл аналоговое эфирное вещание на частотах Матч ТВ в некоторых городах России примерно в течение двух лет, до конца 2020 года. В некоторых городах до 2024 года осуществлялись периодические включения частот. 
В настоящее время осуществляет бесплатное цифровое эфирное вещание с Останкинской телебашни в Москве в составе дополнительного мультиплекса на 30 позиции на 34 ТВК в круглосуточном режиме. Также в интернете доступна бесплатная онлайн-трансляция на сайте телеканала Матч ТВ.

## Передачи

### «НТВ-Плюс Спорт Плюс» (01.09.2009 — 25.01.2016)
- 2:1
- 90 минут
- 90 минут Плюс — ток-шоу Георгия Черданцева, где он вместе с экспертами обсуждают события российского футбола (в записи, в прямом эфире выходит только на канале «Наш футбол»)
- Futbol Mundial
- GOALактика
- Атлеты века
- Английский акцент
- Большой ринг
- Вкус победы с Еленой Дементьевой
- Гейм, сет и матч
- Голеностоп-шоу
- Евролига с Гомельским
- Журнал Лиги чемпионов
- Королева на Плюсе
- Личный тренер — комплекс упражнений от Ляйсан Утяшевой.
- Лучшие моменты игрового дня
- Международная панорама — ток-шоу о событиях мирового футбола за неделю (в записи)
- Мир английской премьер-лиги
- Мир скорости
- На связи Ванкувер
- Новости спорта (до 01.11.2015)
- Новости футбола
- Обратный отсчёт
- Пресс-ревью
- Свисток
- Связь времён — ежедневный альманах об исторических событиях в мире спорта.
- Снежный мир
- Сочи-2014
- Спортивный глобус
- Три репортёра — гонзо-программа о путешествиях футбольных журналистов «НТВ-Плюс». В их числе были Тимур Журавель, Михаил Поленов и Денис Казанский.
- Формула гармонии
- Футбол от кутюр — откровенный разговор с героями российского футбола в компании двух девушек.
- Футбольный клуб — программа о футболе с Василием Уткиным (в записи).
- Хоккейный вечер КХЛ
- Шамиль Тарпищев на приеме
- Шахматное обозрение — программа о событиях в шахматном мире. Ведущий — Сергей Макарычев, реже вместе с ним вела Марина Макарычева.
- Шесть на шесть
- Щит и мяч
- Эхо

### Матч! Наш Спорт (25.01.2016 — 02.03.2019)
Названия большинства программ данного канала совпадают с выходящими на флагманском канале субхолдинга — «Матч ТВ».
- Новости
- 1+1
- Вид сверху
- Дневник ФНЛ
- Кардиограмма жизни
- Лучшая игра с мячом
- Мама в игре
- Мини-футбол в России
- Мир бильярда
- Рио ждёт
- Сердца чемпионов

## Сотрудники
- Сергей Акулинин (комментатор футбола)
- Евгений Алдонин (комментатор футбола)
- Нобель Арустамян (комментатор футбола)
- Ян Баранчук (комментатор единоборств)
- Артём Батрак (комментатор хоккея)
- Владислав Батурин (комментатор футбола, корреспондент)
- Аркадий Белый (комментатор мини-футбола)
- Ольга Богословская (комментатор лёгкой атлетики и шорт-трека, корреспондент)
- Александр Бойков (комментатор хоккея)
- Олег Васильев (комментатор фигурного катания)
- Алексей Володин (комментатор единоборств)
- Максим Воронов (комментатор единоборств)
- Сергей Воронов (комментатор фигурного катания)
- Дмитрий Гараненко (комментатор баскетбола)
- Константин Генич (комментатор футбола)
- Татьяна Грачёва (комментатор волейбола)
- Александр Гришин (комментатор фигурного катания, корреспондент)
- Дмитрий Губерниев (комментатор биатлона)
- Александр Гуськов (комментатор хоккея)
- Роман Гутцайт (комментатор футбола)
- Кирилл Дементьев (комментатор футбола)
- Сергей Дерябкин (комментатор бобслея и скелетона)
- Рой Джонс (аналитик и комментатор бокса)
- Григорий Дрозд (комментатор бокса)
- Александр Елагин (комментатор футбола)
- Олег Жолобов (комментатор водного поло)
- Тимур Журавель (комментатор футбола, корреспондент)
- Дмитрий Жичкин (комментатор хоккея)
- Павел Занозин (комментатор футбола и кёрлинга)
- Владимир Иваницкий (комментатор единоборств)
- Денис Казанский (комментатор футбола и хоккея)
- Владимир Касторнов (комментатор волейбола)
- Эльвин Керимов (комментатор футбола)
- Наталья Кларк (комментатор хоккея, корреспондент)
- Елизавета Кожевникова (комментатор горнолыжного спорта и фристайла)
- Андрей Кондрашов (комментатор лыжных гонок)
- Кирилл Корнилов (комментатор хоккея)
- Илона Корстин (комментатор баскетбола)
- Денис Косинов (ведущий передачи «Рио ждёт»)
- Сергей Кривохарченко (комментатор футбола)
- Роман Мазуров (комментатор единоборств)
- Анна Макарова (комментатор бобслея и скелетона)
- Дмитрий Матеранский (комментатор баскетбола, корреспондент)
- Алексей Мельников (комментатор волейбола)
- Михаил Мельников (комментатор хоккея с мячом)
- Александр Метревели (комментатор тенниса)
- Алексей Михайлов (комментатор футбола и тенниса)
- Олег Мосалёв (комментатор хоккея)
- Михаил Моссаковский (комментатор футбола, корреспондент)
- Анатолий Мышкин (комментатор баскетбола)
- Роман Нагучев (комментатор футбола, ведущий)
- Сергей Наумов (комментатор водного поло)
- Александр Неценко (комментатор футбола и хоккея)
- Руслан Нигматуллин (комментатор футбола)
- Геннадий Орлов (комментатор футбола)
- Денис Панкратов (комментатор лыжных гонок)
- Руслан Пименов (комментатор футбола)
- Михаил Поленов (комментатор футбола, корреспондент)
- Алексей Попов (комментатор Формулы-1)
- Михаил Решетов (комментатор баскетбола)
- Игорь Семшов (комментатор футбола)
- Максим Сенаторов (комментатор футбола)
- Роман Скворцов (комментатор хоккея, баскетбола и биатлона)
- Борис Скрипко (комментатор бокса)
- Григорий Стангрит (комментатор бокса)
- Владимир Стецко (комментатор волейбола)
- Татьяна Тарасова (комментатор фигурного катания)
- Софья Тартакова (комментатор тенниса)
- Григорий Твалтвадзе (комментатор тяжёлой атлетики)
- Тарас Тимошенко (комментатор лыжных гонок)
- Александр Ткачёв (комментатор хоккея)
- Илья Трифанов (корреспондент)
- Роман Трушечкин (комментатор футбола и кёрлинга)
- Дмитрий Фёдоров (комментатор хоккея)
- Вадим Фурсов (комментатор единоборств)
- Александр Хаванов (комментатор хоккея)
- Иоланда Чен (комментатор лёгкой атлетики и прыжков на лыжах с трамплина)
- Георгий Черданцев (комментатор футбола)
- Игорь Швецов (комментатор конькобежного спорта)
- Александр Ширко (комментатор футбола)
- Александр Шмурнов (комментатор футбола)
- Дмитрий Шнякин (комментатор футбола)

## Бывшие комментаторы
- Алексей Андронов (2009—2016, футбол/американский футбол)
- Сергей Заяшников (2009, тайский бокс)
- Кирилл Кикнадзе (2009—2014)
- Марина и Сергей Макарычевы (2009—2015, шахматы)[13]
- Борис Майоров (2009—2014, хоккей)
- Василий Парняков (2009—2010, лыжные гонки/лёгкая атлетика)
- Игорь Петрухин (2009—2015, бодибилдинг)
- Олег Пирожков (2009—2013, футбол)
- Василий Соловьёв (2009—2014, фигурное катание/гольф)
- Владимир Стогниенко (2015—2016, футбол)
- Дмитрий Хайтовский (2009—2014, американский футбол)
- Дмитрий Чуковский (2009—2011, бадминтон/парусный спорт)

### Умершие
- Владимир Гендлин (2009—2015, бокс)
- Сергей Гимаев (2015—2017, хоккей)
- Анна Дмитриева (комментатор тенниса)
- Владимир Маслаченко (2009—2010, футбол)
- Юрий Розанов (комментатор футбола и хоккея)
- Василий Уткин (2009—2016, футбол)

## Факты
- В период проведения Олимпийских игр-2014 в Сочи на веб-сайте «НТВ-Плюс» в соответствующем разделе впервые была организована полноценная бесплатная онлайн-трансляция телеканала «Спорт Плюс».
- В телепрограмме «Кит Stupid Show» были сделаны две пародии на этот телеканал[14][15].
- В передачах канала «Спорт Плюс» использовалась графика компании «ORAD». Впервые она была протестирована во время эфира из Сочи, позже — в других программах телекомпании[16].